# Generieke naam
De generieke naam van een consumentenproduct is de naam, die bijvoorbeeld een supermarkt geeft aan een serie producten om die te onderscheiden van de zogenaamde A-merken. Deze producten worden geproduceerd door minder prominente bedrijven of ze worden door de A-merk bedrijven geproduceerd, maar dan van het supermarktlabel voorzien. Producten met een generieke naam zijn meestal goedkoper dan de A-merken, maar met behoud van kwaliteit.